# Christoph Spycher
Christoph Spycher (ur. 30 marca 1978 w Wolhusen) – szwajcarski piłkarz grający na pozycji lewego obrońcy.

## Kariera klubowa
Pierwsze kroki piłkarskie Spycher stawiał w małym klubie FC Sternenberg, do którego trafił w wieku 8 lat. Następnie występował także w SC Bümpliz 78 i FC Münsingen, by w 1999 roku trafić do pierwszoligowej drużyny FC Luzern. W barwach tego klubu występował w wyjściowej jedenastce przez dwa pełne sezony dwukrotnie pomagając w uniknięciu degradacji do drugiej ligi. Latem 2001 Spycher przeszedł do zespołu Grasshopper Club, ówczesnego mistrza kraju. W 2002 roku zajął z nim 3. miejsce w lidze, a w 2003 po raz pierwszy w karierze wywalczył mistrzostwo Szwajcarii. W 2004 roku Grasshoppers ze Spycherem w składzie zajął dopiero 7. miejsce, a rok później znów znalazł się na podium – na 3. pozycji. W barwach Grasshoppers wystąpił w 103 ligowych spotkaniach i zdobył w nich 6 bramek.
W 2005 roku za 275 tysięcy euro Spycher przeszedł do niemieckiego Eintrachtu Frankfurt, gdzie spotkał swojego rodaka Benjamina Huggela. W Bundeslidze zadebiutował 7 sierpnia w przegranym 1:4 meczu z Bayerem 04 Leverkusen. Od początku sezonu występował w pierwszej jedenastce Eintrachtu i ostatecznie zajął z nim 14. miejsce w lidze. W sezonie 2006/2007 Z frankfurckim klubem ponownie zakończył sezon na 14. pozycji.
W 2010 roku Spycher przeszedł do BSC Young Boys. W 2014 zakończył karierę.
| Sezon   | Klub                | Kraj       | Rozgrywki          | Mecze | Bramki |
| ------- | ------------------- | ---------- | ------------------ | ----- | ------ |
| 1999/00 | FC Luzern           | Szwajcaria | Swiss Super League | 32    | 0      |
| 2000/01 | FC Luzern           | Szwajcaria | Swiss Super League | 34    | 0      |
| 2001/02 | Grasshopper Club    | Szwajcaria | Swiss Super League | 32    | 1      |
| 2002/03 | Grasshopper Club    | Szwajcaria | Swiss Super League | 18    | 2      |
| 2003/04 | Grasshopper Club    | Szwajcaria | Swiss Super League | 28    | 2      |
| 2004/05 | Grasshopper Club    | Szwajcaria | Swiss Super League | 25    | 1      |
| 2005/06 | Eintracht Frankfurt | Niemcy     | Bundesliga         | 24    | 0      |
| 2006/07 | Eintracht Frankfurt | Niemcy     | Bundesliga         | 34    | 0      |
| 2007/08 | Eintracht Frankfurt | Niemcy     | Bundesliga         | 30    | 0      |
| 2008/09 | Eintracht Frankfurt | Niemcy     | Bundesliga         | 18    | 0      |
| 2009/10 | Eintracht Frankfurt | Niemcy     | Bundesliga         | 27    | 0      |
| 2010/11 | BSC Young Boys      | Szwajcaria | Swiss Super League | 26    | 0      |
| 2011/12 | BSC Young Boys      | Szwajcaria | Swiss Super League | 31    | 5      |
| 2012/13 | BSC Young Boys      | Szwajcaria | Swiss Super League | 14    | 1      |
| 2013/14 | BSC Young Boys      | Szwajcaria | Swiss Super League | 28    | 1      |

## Kariera reprezentacyjna
W reprezentacji Szwajcarii Spycher zadebiutował 30 kwietnia 2003 roku w przegranym 1:2 meczu z Włochami. W 2004 roku został powołany przez Jakoba Kuhna do kadry na Euro 2004. Tam zagrał we wszystkich trzech grupowych meczach Helwetów: zremisowanym 0:0 z Chorwacją i przegranych 0:3 z Anglią oraz 1:3 z Francją.
W 2006 roku Kuhn powołał Spychera na Mistrzostwa Świata w Niemczech. Tam był tylko rezerwowym i zagrał jedynie w wygranym 2:0 spotkaniu z Koreą Południową, a ze Szwajcarią dotarł do 1/8 finału.